# Johanet d'Albusson
Joan d'Aubusson o d'Albuzo o d’Albuçon o d'Albusson, noto anche come Johan o Jo(h)anet ai suoi contemporanei occitani, Giovanni o Giovannetto in italiano, (fl. 1229) è stato un trovatore originario del Limosino (città de Aubusson), politicamente schierato dalla parte ghibellina.

## Biografia
Giovanni era spesso presente alla corte del visconte Rainaut d'Aubusson e sua moglie Margherita. Soggiornò anche alla corte di Blacatz di tanto in tanto tra il 1200 e il 1236. Sembra fosse presente spesso alla corte dell'imperatore Federico II di Svevia.
Giovanni scrisse canzoni in merito a Federico e alla sua guerra contro la Lega Lombarda. Al pari di Terrisio d'Atina e Marquard de Ried, Giovanni descrisse l'imperatore come il signore dei quattro elementi — aria, terra, fuoco e acqua — sì che avrebbe potuto perciò facilmente condurre una campagna militare contro i nemici del Sacro Romano Impero. La sola data certa nella sua vita è il 1229, dato che in quest'anno fa menzione del consolidamento del legame tra Bonifacio II del Monferrato e l'imperatore. 
Giovanni scrisse una famosa tenzone con Sordello da Goito, "Digatz mi s'es vers zo c'om brui" ("Dimmi se tu sei veramente quel che dici [di essere]"), in cui ci informa che il trovatore italiano fosse stato costretto a fare il giullare alla corte di Azzo VII d'Este, prima di diventare un trovatore in Provenza. Oltre alla sua tenso con Sordello, Giovanni ne compose una seconda con un altro trovatore italiano, Nicoletto da Torino.

## Opere
Del suo corpus poetico restano solo tre composizioni:
- Digatz mi s'es vers zo c'om bru (tenso con Sordello)
- En Nicolet, d'un sognie qu'ieu sognava (tenso con Nicoletto da Torino)
- Vostra dompna, segon lo meu semblan (scambio di due coblas seguite da un invio in risposta a Del cavaler me plai, qe per amor[3] di Sordello)